# Gerichtsbezirk Condino
Der Gerichtsbezirk Condino war ein dem Bezirksgericht Condino unterstehender Gerichtsbezirk in der Gefürsteten Grafschaft Tirol. Der Gerichtsbezirk umfasste Teile des Trentino und gehörte zum Bezirk Tione. Nach dem Ersten Weltkrieg musste Österreich den gesamten Gerichtsbezirk an Italien abtreten.

## Geschichte
Der Gerichtsbezirk Condino wurde durch eine 1849 beschlossene Kundmachung der Landes-Gerichts-Einführungs-Kommission geschaffen und umfasste ursprünglich die 23 Gemeinden Agrone, Armo, Belone, Bersone, Bondone, Brione, Castello, Cimego, Cologna, Condino, Creto, Daone, Darzo, Lodrone, Magasa, Moerna, Persone, Por, Praso, Prezzo, Storo, Strada und Turano.
Der Gerichtsbezirk Condino bildete im Zuge der Trennung der politischen von der judikativen Verwaltung
ab 1868 gemeinsam mit den Gerichtsbezirken Tione und Stenico den Bezirk Tione.
Der Gerichtsbezirk wies 1869 eine Bevölkerung von 11.512 Personen auf.
1910 wurden für den Gerichtsbezirk 11.372 Personen ausgewiesen, von denen 46 Deutsch (0,4 %) und 10.975 Italienisch oder Ladinisch (96,5 %) als Umgangssprache angaben.
Durch die Grenzbestimmungen des am 10. September 1919 abgeschlossenen Vertrages von Saint-Germain wurde der Gerichtsbezirk Condino zur Gänze Italien zugeschlagen.

## Gerichtssprengel
Der Gerichtssprengel umfasste 1910 die 23 Gemeinden Agrone, Armo, Bersone, Bolone, Bondone, Brione, Castello, Cimego, Cologna, Condino, Creto, Daone, Darzo, Lodrone, Magasa, Moerna, Persone, Por, Praso, Prezzo, Storo, Strada und Turano.